# Wablieft-prijs
De Wablieft-prijs is erkenning voor Vlaamse mediafiguren, politici of verenigingen die zich inspannen voor een helder en eenvoudig taalgebruik. Deze prijs voor klare taal wordt sinds 1997 jaarlijks uitgereikt door de redactie van de krant Wablieft. 

## Laureaten
- 1997: Frank Deboosere, weerman
- 1998: Steve Stevaert, politicus
- 1999: geen prijs uitgereikt
- 2000: Jan Huys, radiojournalist
- 2001: Siegfried Bracke en Ben Crabbé, presentatoren van Bracke & Crabbé
- 2002: Greet van Gool, commissaris van de regering
- 2003: Goedele Liekens,  Miss België 1986 en tv-presentatrice
- 2004: Edwin Van Fraechem, oud-assisenrechter
- 2005: Pascal Vyncke, webmaster van seniorennet.be en schrijver van het boek Internet na 50
- 2006: Vincent Van Quickenborne en Geert Bourgeois, ministers voor de Administratieve Vereenvoudiging in de federale en Vlaamse regering
- 2007: Yamila Idrissi, politica
- 2008: Hendrik Vos en Rob Heirbaut, voor hun boek Hoe Europa ons leven beïnvloedt
- 2009: Christelijke en Socialistische Mutualiteiten omdat ze bij briefwisseling aan hun klanten begrijpelijke taal gebruiken zonder vakjargon
- 2010: Luisterogen, een platform dat verhalen en informatie toegankelijk maakt voor dove laaggeletterde allochtone jongeren
- 2011: G-kracht, coachingsproject van het Centrum voor Taal en Onderwijs van de KU Leuven
- 2012: Vincent Kompany, kapitein van Manchester City en van de Rode Duivels, omdat hij klare taal spreekt en schrijft bij interviews en tweets
- 2013: Dimitri Leue, auteur
- 2014: Red Star Line Museum
- 2015: Ann De Craemer en Jan Hautekiet, voor hun campagne Heerlijk helder
- 2016: Jill Peeters, weervrouw
- 2017: Chris De Nijs, journalist
- 2018: Lieven Scheire, comedy- en televisiemaker
- 2019: Scriptie vzw, een platform voor wetenschappelijk onderzoek
- 2020: Steven Van Gucht, viroloog, voor zijn heldere communicatie omtrent de COVID-19-pandemie
- 2021: Stef Wauters, nieuwslezer
- 2022: Kei-Jong vzw, publiceert thematische infoboekjes voor kwetsbare jongeren
- 2023: Heldere verklaring van rechten, proefproject van Federale Overheidsdienst Justitie dat de rechten van een verdachte bij arrestatie verduidelijkt
- 2024: WinWin, consumentenprogramma van VRT Radio 2